# Berlingerode
Berlingerode är en kommun och ort i Landkreis Eichsfeld i förbundslandet Thüringen i Tyskland.
Kommunen ingår i förvaltningsområdet Lindenberg/Eichsfeld tillsammans med kommunerna Brehme, Ecklingerode, Ferna, Tastungen, Wehnde och Teistungen.